# اپیژن
اِپی‌ژن (انگلیسی: Epigen) که با نام «میتوژن اپیتلیال» هم شناخته می‌شود، نام پروتئینی است که در انسان توسط ژن «EPGN » کُد می‌شود.
این پروتئین یکی از اعضای خانوادهٔ فاکتورهای رشد اپیدرمی است و یکی از لیگاندهای گیرنده فاکتور رشد اپیدرمی محسوب می‌شود که در رشد و جابجایی مکانی سلول نقش دارد.
اپی‌ژن با آنکه توانایی بالای میتوژنیک دارد، اما آفنیته شیمیایی ضعیفی نسبت به گیرنده‌اش دارد.
بیان این پروتئین در برخی سرطان‌ها همچون سرطان پستان، سرطان مثانه و سرطان پروستات گزارش شده‌است.